# Gaulthérie mucronée
Gaultheria mucronata
Espèce
Classification phylogénétique
La gaulthérie mucronée ou pernettya mucronée (Gaultheria mucronata, syn. Pernettya mucronata (L. f.) Spreng.) est une espèce de plantes à fleurs de la famille des Ericaceae et du genre Gaultheria originaire du Chili et de l'Argentine (Patagonie jusqu'en Terre de Feu).

## Description
C'est un arbrisseau compact de 50 à 80 cm de hauteur (jusqu'à 1,50 m dans son milieu naturel), formant un buisson sempervirent avec un feuillage vert brillant et une floraison blanche au printemps suivie à la fin de l'automne de baies globuleuses jusqu'à 1,5 cm de diamètre, de couleur pourpre ou rose ou blanche. C'est une plante dioïque, ce qui signifie qu'un pied mâle doit croître à côté d'un pied femelle pour produire des fruits. Cette plante préfère des conditions humides et semi-ombragées. Elle résiste au gel.
Ses baies sont comestibles.

## Cultivars
Un certain nombre de cultivars ont été sélectionnés pour les jardins, dont les suivants ont gagné un Award of Garden Merit par la Royal Horticultural Society: 
- 'Bell's Seedling'[3] (fruits rouge foncé)
- 'Crimsonia'[4] (gros fruits cramoisi)
- 'Mulberry Wine'[5] (fruits rouge foncé)
- 'Wintertime'[6] (fruits blancs)

Certaines variétés sont naines (30 cm maximum).

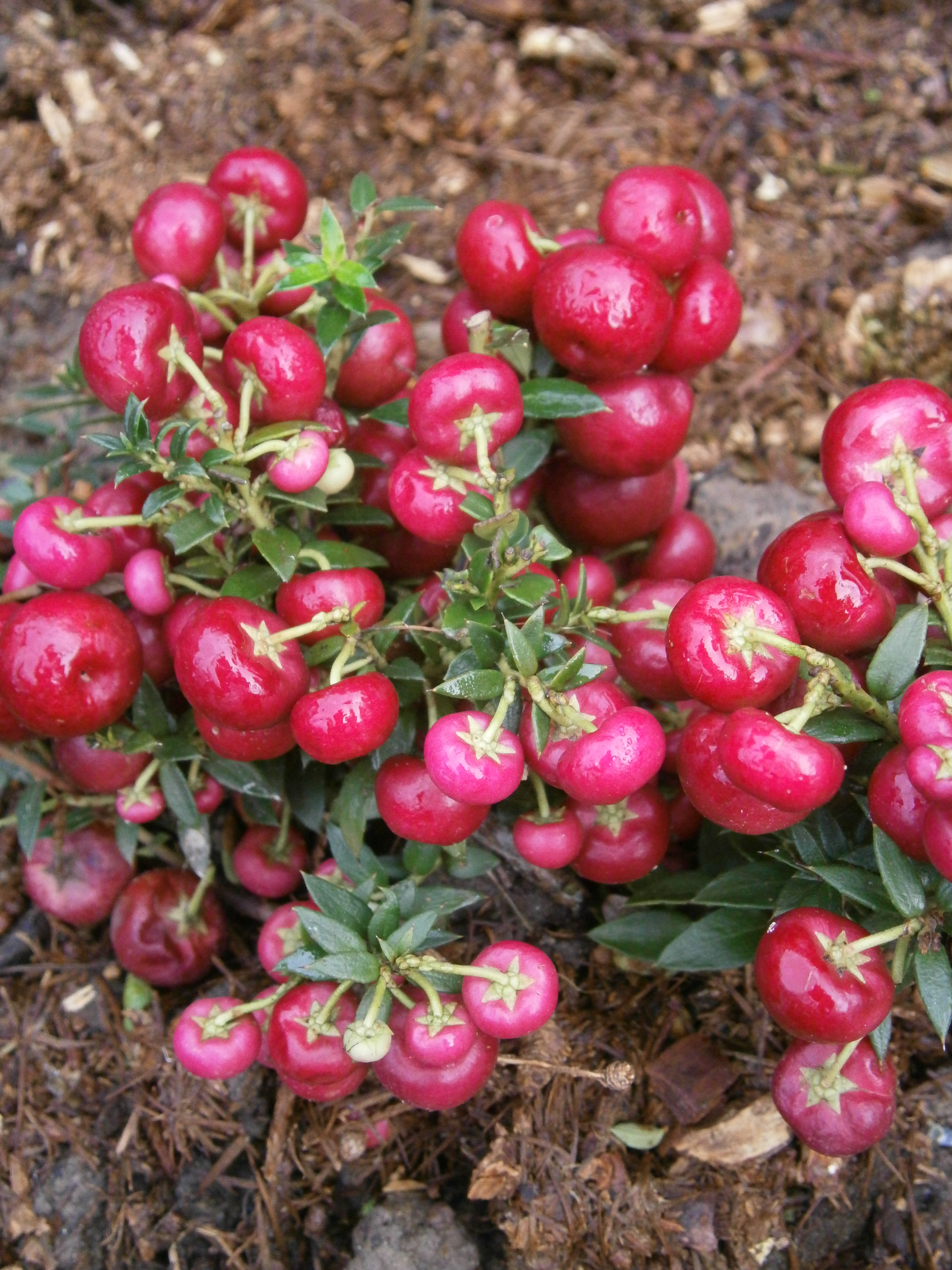
Gaultheria mucronata 'Bell's Seedling'.
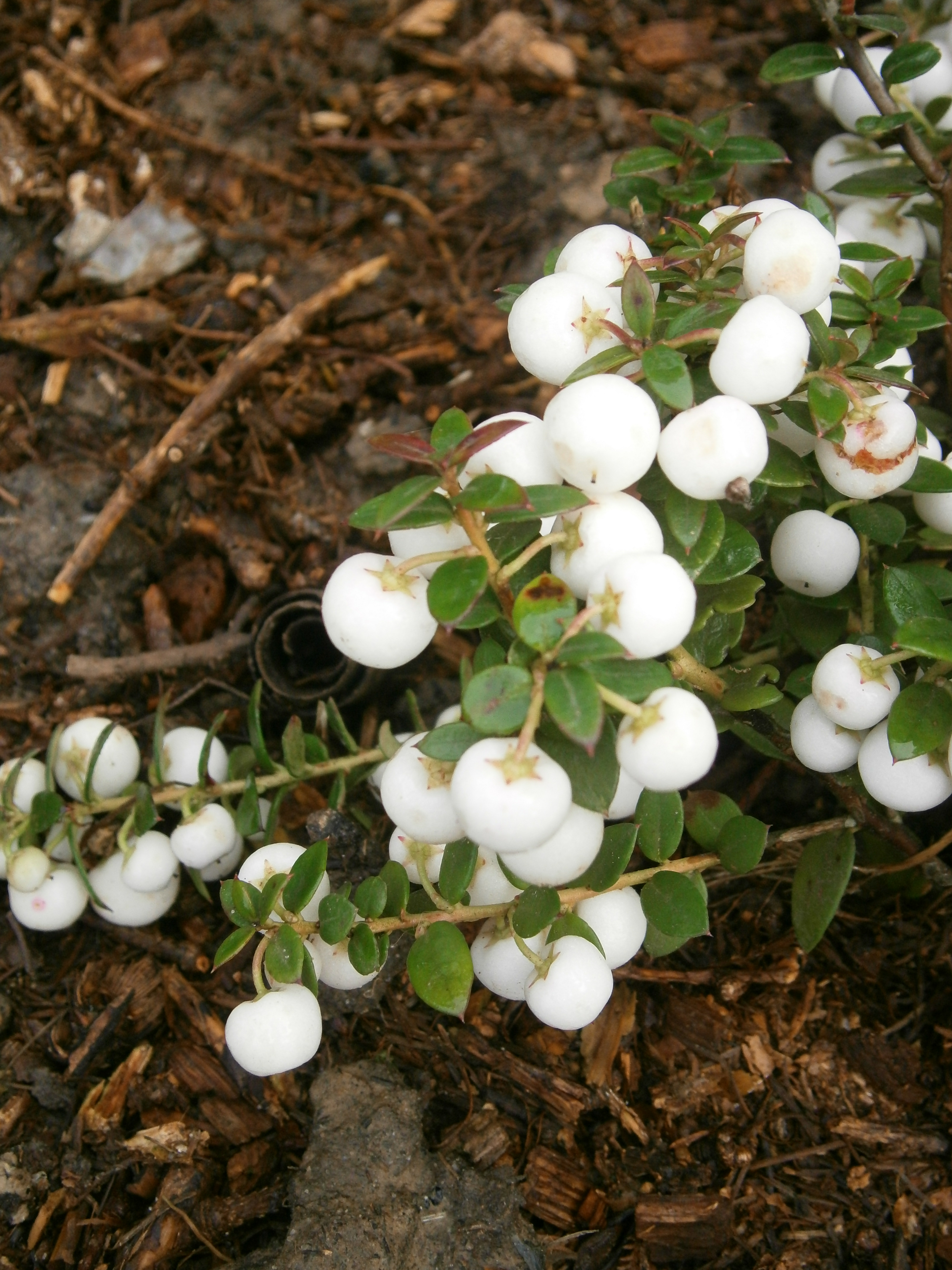
Gaultheria mucronata 'Wintertime'.

## Systématique
Le nom correct complet (avec auteur) de ce taxon est Gaultheria mucronata (L.fil.) Hook. & Arn..
L'espèce a été initialement classée dans le genre Arbutus sous le basionyme Arbutus mucronata L.fil..
Ce taxon porte en français les noms vernaculaires ou normalisés suivants : bruyère à feuilles pointues, gaulthérie mucronée, pernettya mucronée.